# Società Sportiva Gualdo 2001-2002
Questa pagina raccoglie le informazioni riguardanti la Società Sportiva Gualdo nelle competizioni ufficiali della stagione 2001-2002.

## Rosa
| N. |                       | Ruolo | Calciatore         |
| -- | --------------------- | ----- | ------------------ |
|    | Italia (bandiera)     | P     | Ivan Aiardi        |
|    | Italia (bandiera)     | C     | Roberto Balducci   |
|    | Italia (bandiera)     | C     | Simone Bellagamba  |
|    | Italia (bandiera)     | A     | Paolo Bellucci     |
|    | Italia (bandiera)     | C     | Giuseppe Brescia   |
|    | Italia (bandiera)     | C     | Marco Campese      |
|    | Italia (bandiera)     | A     | Carlo Cecconi      |
|    | Italia (bandiera)     | A     | Antonio Chisena    |
|    | Italia (bandiera)     | D     | Marco Farinelli    |
|    | Italia (bandiera)     | D     | Salvatore Fusco    |
|    | Italia (bandiera)     | C     | Filippo Gattari    |
|    | Italia (bandiera)     | A     | Riccardo Innocenti |
|    | Jugoslavia (bandiera) | D     | Zoran Luzi         |

| N. |                   | Ruolo | Calciatore          |
| -- | ----------------- | ----- | ------------------- |
|    | Italia (bandiera) | C     | Simone Martinetti   |
|    | Italia (bandiera) | C     | Davide Matteini     |
|    | Italia (bandiera) | C     | Spartaco Memè       |
|    | Italia (bandiera) | P     | Andrea Mosconi      |
|    | Italia (bandiera) | C     | Yuri Recchi         |
|    | Italia (bandiera) | D     | Luigino Sandrin     |
|    | Italia (bandiera) | C     | Alessandro Scarponi |
|    | Italia (bandiera) | D     | Antonio Sconziano   |
|    | Italia (bandiera) | A     | Massimo Spagnolli   |
|    | Italia (bandiera) | P     | Stefano Tajolini    |
|    | Italia (bandiera) | C     | Ivano Trotta        |
|    | Italia (bandiera) | D     | Roberto Vecchiato   |